# Tildenville
Tildenville ist  ein census-designated place (CDP) im Orange County im US-Bundesstaat Florida. Das U.S. Census Bureau hat bei der Volkszählung 2020 eine Einwohnerzahl von 475 ermittelt. 

## Geographie
Tildenville grenzt direkt an die Stadt Winter Garden und liegt etwa 15 km westlich von Orlando. Der CDP wird vom Florida’s Turnpike tangiert.

## Demographische Daten
Laut der Volkszählung 2010 verteilten sich die damaligen 511 Einwohner auf 449 Haushalte. Die Bevölkerungsdichte lag bei 567,8 Einw./km². 16,6 % der Bevölkerung bezeichneten sich als Weiße, 78,3 % als Afroamerikaner und 2,0 % als Asian Americans. 1,4 % gaben die Angehörigkeit zu einer anderen Ethnie und 1,8 % zu mehreren Ethnien an. 10,4 % der Bevölkerung bestand aus Hispanics oder Latinos.
Im Jahr 2010 lebten in 38,9 % aller Haushalte Kinder unter 18 Jahren sowie 36,5 % aller Haushalte Personen mit mindestens 65 Jahren. 74,9 % der Haushalte waren Familienhaushalte (bestehend aus verheirateten Paaren mit oder ohne Nachkommen bzw. einem Elternteil mit Nachkomme). Die durchschnittliche Größe eines Haushalts lag bei 3,06 Personen und die durchschnittliche Familiengröße bei 3,56 Personen.
32,2 % der Bevölkerung waren jünger als 20 Jahre, 23,0 % waren 20 bis 39 Jahre alt, 25,0 % waren 40 bis 59 Jahre alt und 19,9 % waren mindestens 60 Jahre alt. Das mittlere Alter betrug 35 Jahre. 48,5 % der Bevölkerung waren männlich und 51,5 % weiblich.
Das durchschnittliche Jahreseinkommen lag bei 26.742 $, dabei lebten 50,0 % der Bevölkerung unter der Armutsgrenze.
Im Jahr 2000 war Englisch die Muttersprache von 100 % der Bevölkerung.